# Estação Saad Zaghloul
Saad Zaghloul (em árabe: سعد زغلول) é uma das estações da linha 1 do metro do Cairo, no Egito.</ref>

## Construção
A estação subterrânea tem 20000 m2 de área construída, distribuída em cinco níveis, cada um deles com  4000 m2.

## Arredores
A estação está próxima ao Institut Français d’Archéologie Orientale (IFAO).